# ウィリ・ピュルストル
ウィリ・ピュルストル（Willi Pürstl、1955年1月10日 - ）はオーストリア、シュタイアーマルク州Schöder出身の元スキージャンプ選手。バルダー・プライムルヘッドコーチ率いるオーストリアチームの黄金時代に国際大会で活躍した。

## プロフィール
1974-1975シーズンのスキージャンプ週間では初戦オーベルストドルフで優勝、その後も安定した成績を残して総合優勝を達成した。
1980-1981シーズン限りで現役を引退した後は指導者となり、カナダではホースト・ビューロー、スティーヴ・コリンズらを育てた。
1988年にカナダへ移住し、オタワのテレビ局（CHUMニュースサービス）のプロデューサーを務めている。
2度結婚し、3人の子供がいる。